# Tikamgarh (district)
Tikamgarh is een district van de Indiase staat Madhya Pradesh. In 2001 telde het district 1.203.160 inwoners op een oppervlakte van 5055 km². Het noordwestelijke deel splitste zich in 2018 echter af en vormt sindsdien het district Niwari.
Hoofdstad: Bhopal
Districten: